# Pauline Bonaparte
Pour les articles homonymes, voir Bonaparte et Borghese.
 (janvier 2025).
Pauline Bonaparte, née Maria-Paoletta Buonaparte le 20 octobre 1780 à Ajaccio, dans la maison familiale, et morte le 9 juin 1825 à Florence, est une princesse française, deuxième fille de Charles-Marie Bonaparte et de Maria Letizia Ramolino et sœur de Napoléon Bonaparte. Elle était considérée comme la sœur préférée de l'empereur Napoléon.

## Biographie

### Jeunesse
Très peu de choses sont connues des premières années de sa vie. En 1793, alors qu'elle n'a que treize ans, elle suit sa mère, frères et sœurs, dans la fuite vers le Continent alors que la Corse est tombée aux mains des Anglais, et que le choix familial s'est porté sur la Révolution. Elle est vite courtisée d'abord, au château Salé à Antibes où habite la famille après le siège de Toulon, par Junot dont Bonaparte ne veut pas entendre parler (bien qu'il soit devenu par la suite son aide de camp), puis par l'ancien conventionnel Fréron avec lequel il envisage de la marier. Ayant appris que Fréron avait précédemment promis le mariage à une autre femme, Napoléon fit mettre un terme à la relation (la nombreuse correspondance entre les deux amants sera plus tard publiée dans la Revue rétrospective en 1834).
Pour couper court à ces idylles, Bonaparte fait venir Pauline au château de Mombello, près de Milan, où il règne déjà comme un proconsul.

### Mariage
Napoléon francise son prénom en Pauline et lui fait épouser en 1797 Charles Victoire Emmanuel Leclerc, l'un des meilleurs généraux de la République, après avoir refusé sa main à Duphot, celui qui trouva la mort à Rome en 1797 lors d'une émeute (les jeunes sœurs de Charles Leclerc épouseront, l'une, le futur maréchal Davout et l'autre, le général de division Louis Friant).
Le mariage est célébré à Milan le 14 juin 1797. L'année suivante, en avril, ils ont un fils prénommé Dermide Louis Napoléon (en). C'est Napoléon, en tant que parrain, qui choisit le prénom Dermide, issu de la poésie d'Ossian alors en vogue.

### Pauline à Saint-Domingue
Pauline accompagne en décembre 1801 son mari à Saint-Domingue (actuellement Haïti) lorsque celui-ci commande l'expédition destinée à mater la rébellion menée par Toussaint Louverture, dans le but de réintroduire l'esclavage. Elle y retrouve son ex-amant Fréron que Bonaparte a nommé sous-préfet à Saint-Domingue pour se débarrasser de lui. Fréron meurt de la fièvre jaune, deux mois après son arrivée sur l'île, en juillet 1802.
En dépit de la position de son frère, et du fait des absences fréquentes de son mari en campagne, Pauline se voit attribuer de nombreuses aventures à Saint-Domingue, avec des soldats du rang ou des officiers. Épouse infidèle, elle s'occupe avec courage de son mari, qui a également contracté la fièvre jaune. Charles Leclerc meurt le 1er novembre 1802. Le désespoir de Pauline est spectaculaire, elle se coupe les cheveux et les place dans son cercueil. Elle fait mettre le cœur de son époux dans une urne et rapatrie en France sa dépouille mortelle pour l'enterrer dans le parc de leur château à Montgobert.

### Veuvage et second mariage

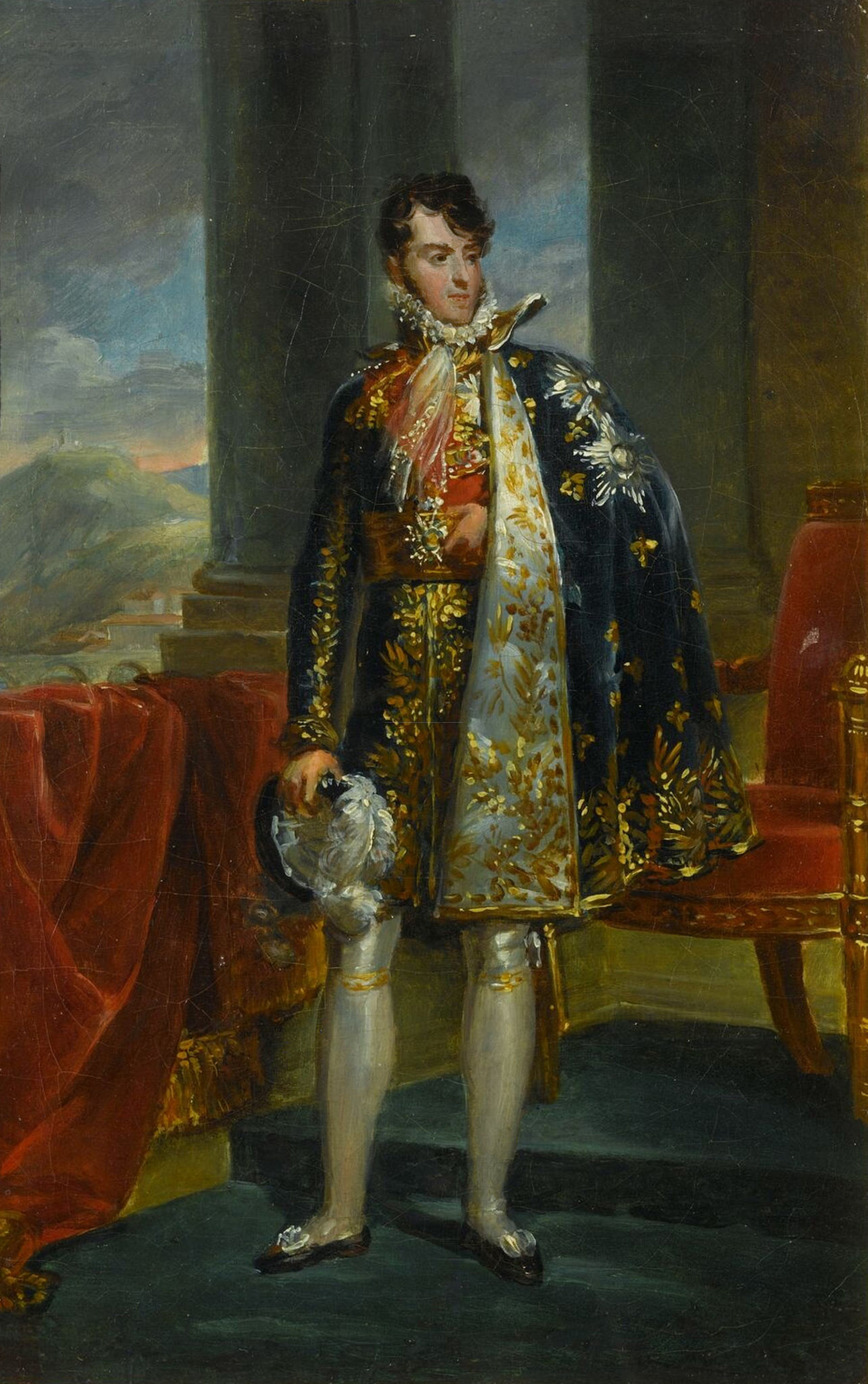
Camille Borghèse, prince de Sulmona et second époux de Pauline.

Apprenant que le général Jean Joseph Amable Humbert (un des chefs de l'expédition de Saint-Domingue) a une aventure avec sa sœur Pauline, Bonaparte le fait rentrer en France et démettre de tous ses titres. Jean Joseph Amable Humbert devient alors l'un des chefs de la piraterie des années 1800 dans la Caraïbe.
La situation de disponibilité de Pauline fait alors l'objet d'une recherche d'un nouveau mari par le Premier Consul et par son frère aîné Joseph. Le mari retenu est Camille Borghèse, un prince romain possédant un riche palais, de vastes domaines et une belle rente. Après le mariage en 1803 à Mortefontaine dans la propriété de leur frère aîné Joseph, Napoléon achète la collection d'art des Borghèse qu'il destine au musée du Louvre. Pauline se lasse vite de Rome et vient habiter le château de Neuilly, où elle tient une espèce de cour, tandis que Camille Borghèse part pour l'armée.

### Perte de son fils
En 1804, Pauline habite rue du Faubourg-Saint-Honoré dans l'hôtel de Charost (devenue ensuite l'ambassade britannique). Elle perd son jeune fils Dermide âgé de six ans, qui avait toujours été de faible constitution. Le 2 décembre, elle assiste par devoir à Notre-Dame de Paris, en présence du pape Pie VII, au couronnement de son frère devenu Napoléon Ier ainsi que de sa belle-sœur Joséphine, qu'avec ses sœurs elle surnomme « la vieille ». Princesse Borghèse et princesse impériale, elle doit porter avec ses sœurs la lourde traîne de la nouvelle impératrice. Les ex-demoiselles Bonaparte accomplissent leur devoir sans grâce et avec une mauvaise volonté visible, d'après André Castelot.

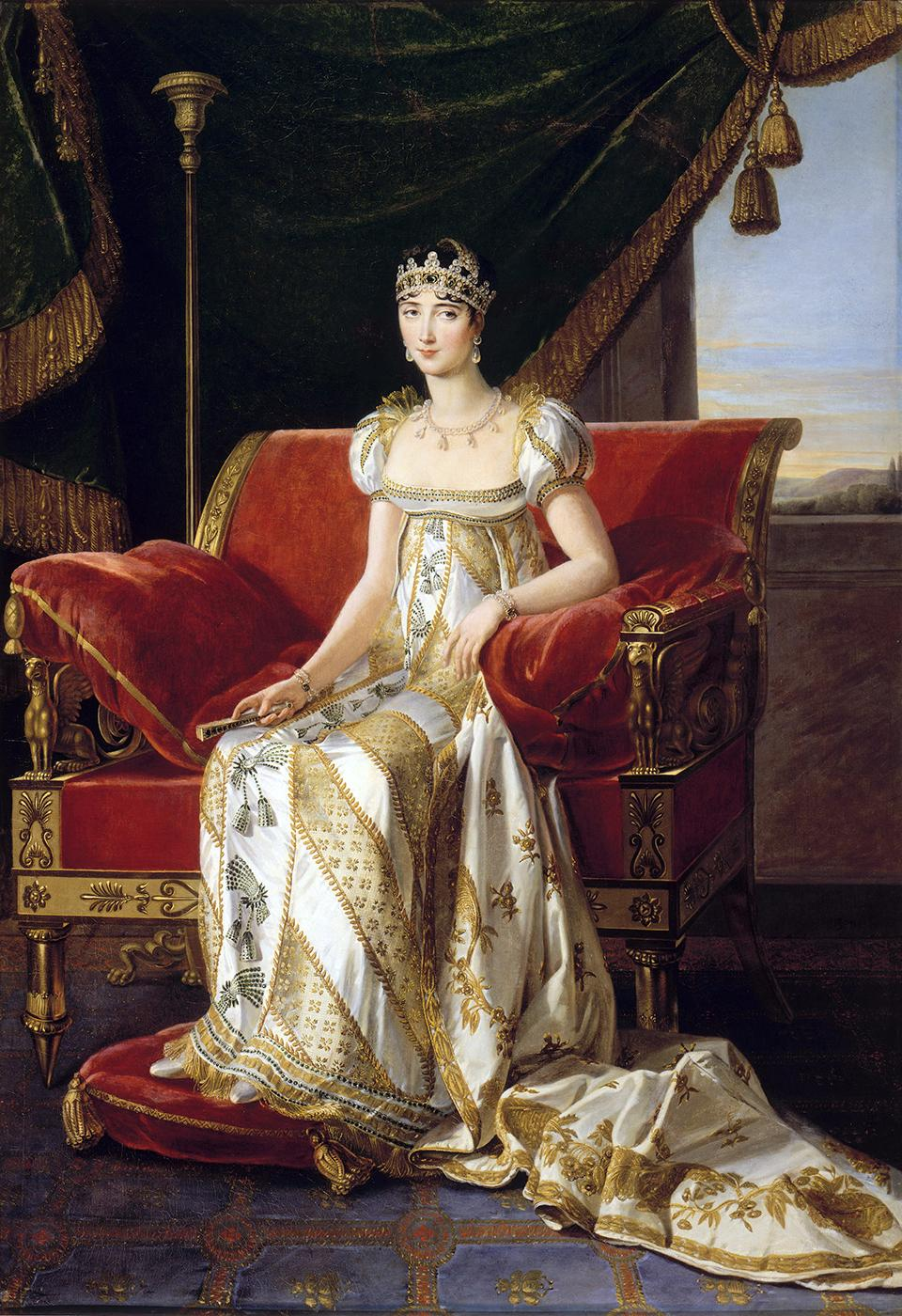
Portrait par Marie-Guillemine Benoist, 1808.

En 1805, Camille Borghèse, chef d'escadron, part pour le camp de Boulogne puis est affecté à l'armée d'Allemagne, comme colonel de carabiniers et nommé général en 1807.
Napoléon devenu roi d'Italie, Pauline est élevée au rang de duchesse de Guastalla en 1806. Elle s'installe au Petit Trianon, ancien hameau de Versailles construit par Louis XV en l'honneur de sa maîtresse Madame de Pompadour.
Entre-temps, Napoléon a divorcé de Joséphine et s'est uni à l'archiduchesse Marie-Louise d'Autriche. Pauline, toujours jalouse, est méfiante à l'égard de la jeune impératrice de dix-neuf ans. Cette attitude lui vaut un froid avec son frère.

### Chute de Napoléon et fidélité

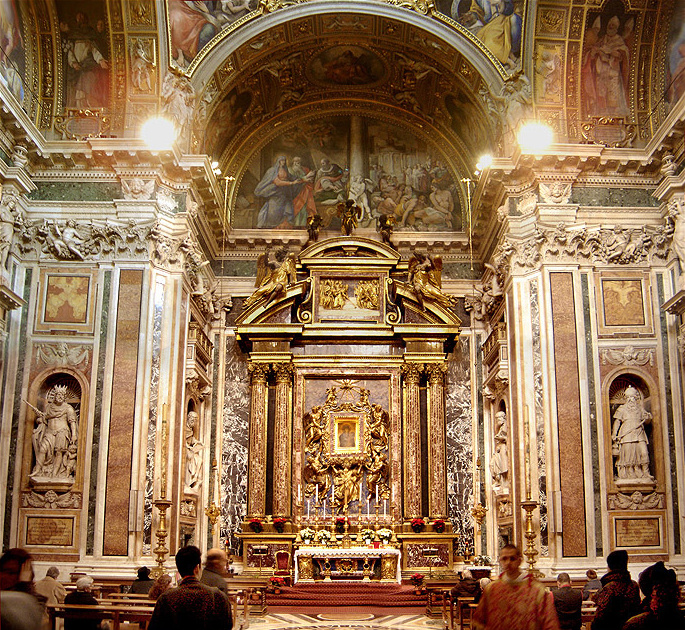
Chapelle Borghèse, dite chapelle Pauline, où est inhumée Pauline Bonaparte.

La relation de Pauline et de Napoléon est marquée par un lien profond de fidélité et de bienveillance, à la différence des autres frères et sœurs de Napoléon. Étant la plus grande admiratrice de Napoléon, elle lui reste toujours fidèle. Elle est la seule des Bonaparte — avec Madame Mère — à lui rendre visite durant son exil sur l'île d'Elbe. Elle utilise ses propres fonds pour améliorer le train de vie de Napoléon à Elbe. Elle met même à sa disposition ses diamants (placés dans la voiture de l'Empereur à Waterloo, jamais retrouvés). Elle fut inquiétée pour avoir essayé de rapatrier son frère de Saint-Hélène. Dans ses dernières années, elle se rapproche du prince Borghèse, et, pressée par le pape Léon XII, vit avec lui à Florence. Sa santé décline et elle meurt des suites d'un cancer du foie à Florence, dans la Villa Fabbricotti, quatre ans après son frère, le 9 juin 1825 âgée de 44 ans, sans descendance. Elle fut d'abord inhumée dans la basilique Santa Croce de Florence, puis dans la chapelle Borghesiana de la basilique Sainte-Marie-Majeure de Rome.

## Hommages

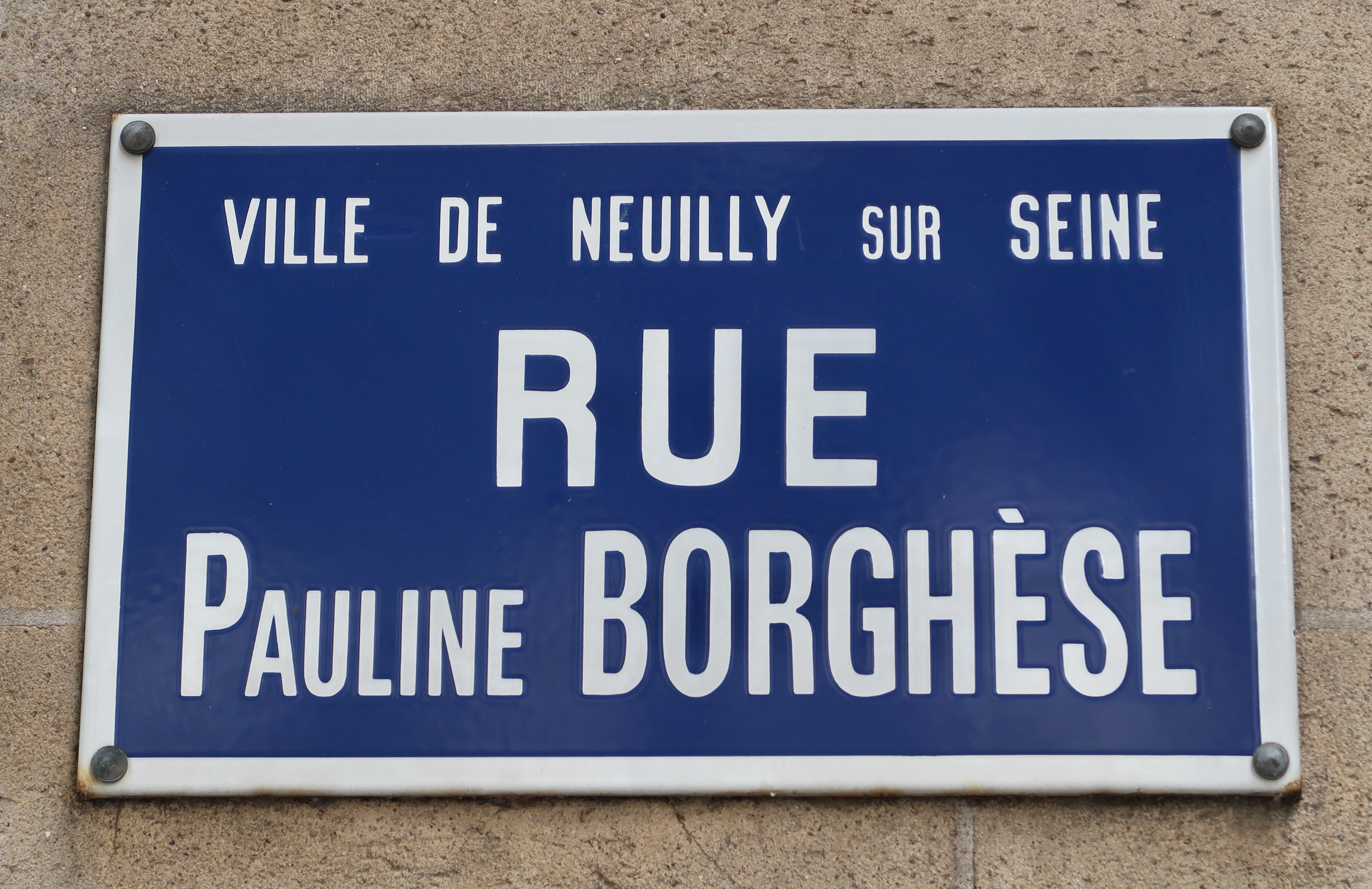
Plaque de la rue Pauline-Borghèse à Neuilly-sur-Seine.

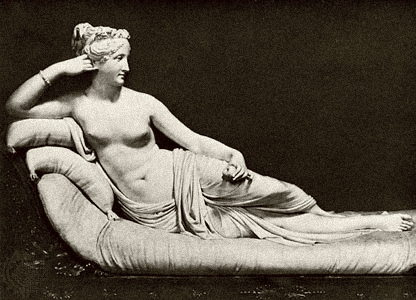
La Vénus Victrix de Canova.

Le sculpteur Canova a immortalisé la beauté de Pauline Borghèse en une Vénus de marbre, couchée sur un divan, simplement vêtue d'un drap recouvrant ses jambes. Cette Vénus Victrix se trouve à la Galerie Borghèse à Rome. L'autre œuvre de Canova, La Galatea pour laquelle elle aurait posé, se trouve au musée de San Martino (original) et des Mulini (copie) à l'île d'Elbe.
À Neuilly-sur-Seine (France), une rue est baptisée « Pauline-Borghèse ».

## Pauline Bonaparte dans la culture

### Dans la littérature
- Jean d'Ormesson écrit une Histoire du Juif Errant (1990) où le héros rencontre Pauline Bonaparte et tombe amoureux d'elle.
- Alejo Carpentier, dans Le Royaume de ce monde (1949), romance les infidélités supposées d'une Pauline lascive avec un esclave du nom de Soliman.

### Au cinéma

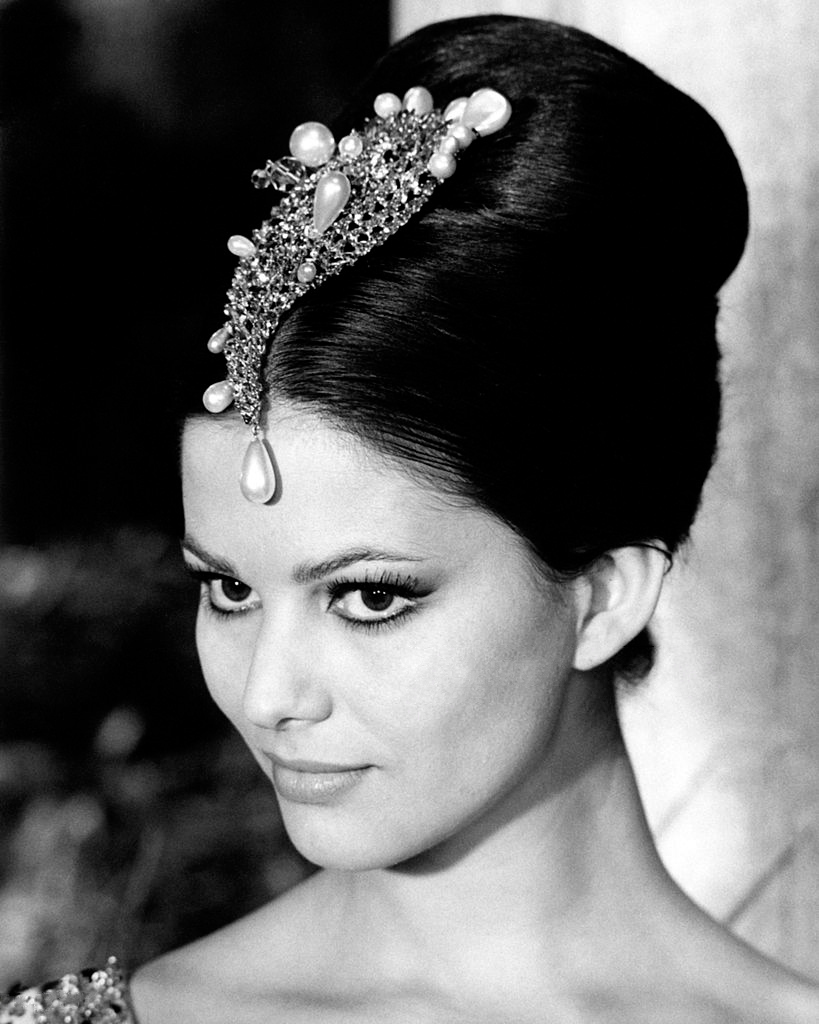
Claudia Cardinale incarne Pauline Bonaparte dans Austerlitz (1960).

- Napoléon (1955), film de Sacha Guitry. Pauline Bonaparte est interprétée par Gianna Maria Canale.
- Austerlitz (1960), film d'Abel Gance. Pauline Bonaparte y est interprétée par Claudia Cardinale.
- Vénus impériale (1963), Jean Delannoy, Gaumont, avec Gina Lollobrigida (Pauline Bonaparte) et Raymond Pellegrin (Napoléon Bonaparte).

### À la télévision
- La Caméra Explore le Temps - épisode 1 : Marie Walewska (1957). Pauline apparaît quelques minutes sous les traits de Magali Vendeuil.
- Les Nouvelles Aventures de Vidocq, série télévisée de 1971, avec Loleh Bellon (Pauline Bonaparte) et Claude Brasseur (Eugène-François Vidocq).
- Napoléon (2002), série télévisée d'Yves Simoneau. Pauline est interprétée par Constance Dollé.
- La Guerre des trônes : La Véritable Histoire de l'Europe (Saison 8) (2024), série télévisée de Vanessa Pontet. Pauline y interprétée par Ilona Goujard (Pauline adolescente) puis par Lola Daniel (Pauline adulte)[4].
- Secrets d'Histoire : Pauline Borghèse, la diva de l'Empire (2025), émission télévisée historique présentée par Stéphane Bern.